# فرجينيا بولتين
فرجينيا بولتين (بالإسبانية: Virginia Bolten) (1870–1960)، لاسلطوية أرجنتينية من أصل ألماني. كانت خطيبة موهوبة، عاشت في الأرجنتين، قبل أن تُطرد إلى الأوروغواي عام 1902.